# Federico Román (provins)

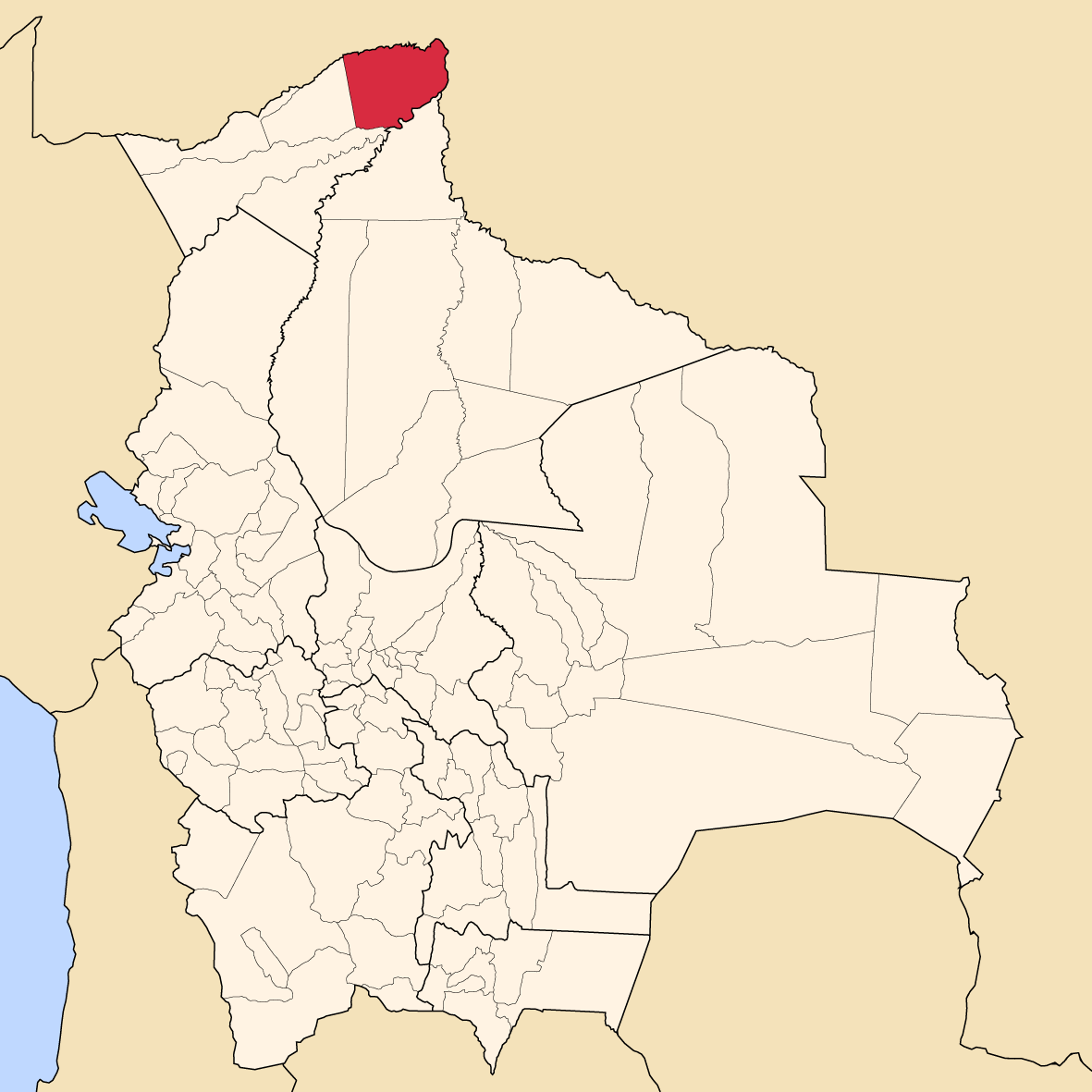
Provinsens läge i Bolivia

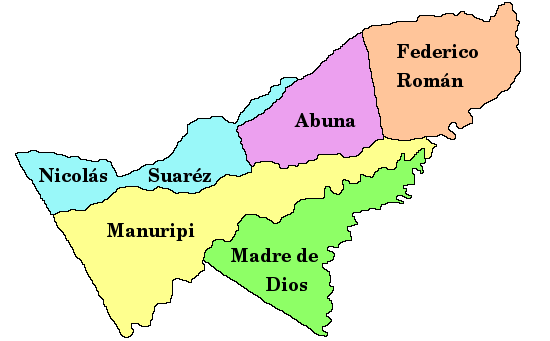
Provinser i Pando

Federico Román är en provins i departementet Pando i Bolivia. Den administrativa huvudorten är Nueva Esperanza.